# FA Cup 1996/97
Der FA Cup 1996/97 war die 116. Austragung des weltweit ältesten Fußballpokalturniers; The Football Association Challenge Cup, oder kurz FA Cup. Der Pokalwettbewerb endete mit dem Finale im Wembley-Stadion am 17. Mai 1997. Der Sieger dieser Austragung war der FC Chelsea. Für Chelsea war es der zweite Erfolg im FA Cup nach 1970. Der FC Middlesbrough stand zum ersten Mal im Finale des Pokalwettbewerbes.

## Kalender
| Runde                              | Datum              |
| ---------------------------------- | ------------------ |
| Vorrunde                           | 31. August 1996    |
| Erste Qualifikationsrunde          | 14. September 1996 |
| Zweite Qualifikationsrunde         | 28. September 1996 |
| Dritte Qualifikationsrunde         | 12. Oktober 1996   |
| Vierte Qualifikationsrunde         | 26. Oktober 1996   |
| Erste Hauptrunde                   | 16. November 1996  |
| Zweite Hauptrunde                  | 7. Dezember 1996   |
| Dritte Hauptrunde                  | 4. Januar 1997     |
| Vierte Hauptrunde                  | 25. Januar 1997    |
| Fünfte Hauptrunde                  | 15. Februar 1997   |
| Sechste Hauptrunde (Viertelfinale) | 8. März 1997       |
| Halbfinale                         | 13. April 1997     |
| Finale                             | 17. Mai 1997       |

## Modus
Kompletter Überblick bei: FA Cup
Der FA Cup wird in Runden ausgespielt. Teilnehmen kann jede Mannschaft, die ein bestimmtes Leistungsniveau hat und ein angemessenes Spielfeld besitzt. Gespielt wird i. d. R. nur mit einem Hinspiel. Bei unentschieden findet ein Rückspiel statt. Endet das Rückspiel ebenfalls unentschieden geht das Spiel in Verlängerung bzw. Elfmeterschießen. Jeder Sieger erhält eine Prämie aus den Fernsehgeldern, die nach Runde gestaffelt ist.

## Hauptrunde

### Erste Hauptrunde
Die Spiele wurden zwischen dem 15. und 17. November 1996 ausgetragen. Die Wiederholungsspiele fanden vom 25. bis 27. November 1996 statt.
|                     | Ergebnis |                        |
| ------------------- | -------- | ---------------------- |
| Ashford Town        | 2:2      | Dagenham & Redbridge   |
| FC Blackpool        | 1:0      | Wigan Athletic         |
| Chester City        | 3:0      | Stalybridge Celtic     |
| FC Chesterfield     | 1:0      | FC Bury                |
| FC Burnley          | 2:1      | Lincoln City           |
| Preston North End   | 4:1      | FC Altrincham          |
| Wisbech Town        | 1:2      | St Albans City         |
| FC Woking           | 2:2      | FC Millwall            |
| FC Gillingham       | 1:0      | Hereford United        |
| FC Boreham Wood     | 1:1      | Rushden & Diamonds     |
| Northwich Victoria  | 2:2      | FC Walsall             |
| Macclesfield Town   | 0:2      | AFC Rochdale           |
| Crewe Alexandra     | 4:1      | Kidderminster Harriers |
| Shrewsbury Town     | 1:1      | FC Scarborough         |
| FC Colwyn Bay       | 1:1      | AFC Wrexham            |
| Hednesford Town     | 2:1      | FC Southport           |
| Stockport County    | 2:1      | Doncaster Rovers       |
| FC Brentford        | 2:0      | AFC Bournemouth        |
| Bristol Rovers      | 1:2      | Exeter City            |
| Northampton Town    | 0:1      | FC Watford             |
| FC Bromley          | 1:3      | FC Enfield             |
| Plymouth Argyle     | 5:0      | FC Fulham              |
| Carlisle United     | 6:0      | Shepshed Dynamo        |
| Scunthorpe United   | 4:1      | Rotherham United       |
| Mansfield Town      | 4:0      | AFC Consett            |
| Cardiff City        | 2:0      | FC Hendon              |
| FC Runcorn          | 1:4      | FC Darlington          |
| Torquay United      | 0:1      | Luton Town             |
| Boston United       | 3:0      | FC Morecambe           |
| Peterborough United | 0:0      | Cheltenham Town        |
| Colchester United   | 1:2      | Wycombe Wanderers      |
| Leyton Orient       | 2:1      | Merthyr Tydfil FC      |
| Sudbury Town        | 0:0      | Brighton & Hove Albion |
| Whitby Town         | 0:0      | Hull City              |
| Cambridge United    | 3:0      | Welling United         |
| Swansea City        | 1:1      | Bristol City           |
| Farnborough Town    | 2:2      | FC Barnet              |
| Hartlepool United   | 0:0      | York City              |
| Stevenage Borough   | 2:2      | FC Hayes               |
| Newcastle Town      | 0:2      | Notts County           |

Wiederholungsspiele
|                        | Ergebnis        |                     |
| ---------------------- | --------------- | ------------------- |
| Dagenham & Redbridge   | 1:1 (3:4 i. E.) | Ashford Town        |
| FC Millwall            | 0:1             | FC Woking           |
| Rushden & Diamonds     | 2:3             | FC Boreham Wood     |
| FC Walsall             | 3:1             | Northwich Victoria  |
| FC Scarborough         | 1:0             | Shrewsbury Town     |
| AFC Wrexham            | 2:0             | FC Colwyn Bay       |
| Cheltenham Town        | 1:3             | Peterborough United |
| Brighton & Hove Albion | 1:1 (3:4 i. E.) | Sudbury Town        |
| Hull City              | 8:4             | Whitby Town         |
| Bristol City           | 1:0             | Swansea City        |
| FC Barnet              | 1:0             | Farnborough Town    |
| York City              | 3:0             | Hartlepool United   |
| FC Hayes               | 0:2             | Stevenage Borough   |

### Zweite Hauptrunde
Die Spiele wurden am 6. und 7. Dezember 1996 ausgetragen. Die Wiederholungsspiele folgten vom 17. bis 23. Dezember des Jahres.
|                   | Ergebnis |                     |
| ----------------- | -------- | ------------------- |
| FC Enfield        | 1:1      | Peterborough United |
| FC Blackpool      | 0:1      | Hednesford Town     |
| Chester City      | 1:0      | Boston United       |
| FC Chesterfield   | 2:0      | FC Scarborough      |
| FC Barnet         | 3:3      | Wycombe Wanderers   |
| Bristol City      | 9:2      | St Albans City      |
| Preston North End | 2:3      | York City           |
| FC Watford        | 5:0      | Ashford Town        |
| FC Walsall        | 1:1      | FC Burnley          |
| Notts County      | 3:1      | AFC Rochdale        |
| Luton Town        | 2:1      | FC Boreham Wood     |
| AFC Wrexham       | 2:2      | Scunthorpe United   |
| Plymouth Argyle   | 4:1      | Exeter City         |
| Hull City         | 1:5      | Crewe Alexandra     |
| Carlisle United   | 1:0      | FC Darlington       |
| Mansfield Town    | 0:3      | Stockport County    |
| Cardiff City      | 0:2      | FC Gillingham       |
| Leyton Orient     | 1:2      | Stevenage Borough   |
| Sudbury Town      | 1:3      | FC Brentford        |
| Cambridge United  | 0:2      | FC Woking           |

Wiederholungsspiele
|                     | Ergebnis        |             |
| ------------------- | --------------- | ----------- |
| Peterborough United | 4:1             | FC Enfield  |
| Wycombe Wanderers   | 3:2             | FC Barnet   |
| FC Burnley          | 1:1 (4:2 i. E.) | FC Walsall  |
| Scunthorpe United   | 2:3             | AFC Wrexham |

### Dritte Hauptrunde
Die Spiele wurden am 4. bis 25. Januar 1997 absolviert. Nötige Wiederholungsspiele wurden für den 14. Januar bis 4. Februar angesetzt.
|                         | Ergebnis |                      |
| ----------------------- | -------- | -------------------- |
| FC Chesterfield         | 2:0      | Bristol City         |
| FC Liverpool            | 1:0      | FC Burnley           |
| FC Watford              | 2:0      | Oxford United        |
| FC Reading              | 3:1      | FC Southampton       |
| FC Gillingham           | 0:2      | Derby County         |
| Leicester City          | 2:0      | Southend United      |
| Notts County            | 0:0      | Aston Villa          |
| Nottingham Forest       | 3:0      | Ipswich Town         |
| Blackburn Rovers        | 1:0      | Port Vale            |
| Sheffield Wednesday     | 7:1      | Grimsby Town         |
| Wolverhampton Wanderers | 1:2      | FC Portsmouth        |
| Crewe Alexandra         | 1:1      | FC Wimbledon         |
| FC Middlesbrough        | 6:0      | Stevenage Borough    |
| Luton Town              | 1:1      | Bolton Wanderers     |
| FC Everton              | 3:0      | Swindon Town         |
| AFC Wrexham             | 1:1      | West Ham United      |
| Hednesford Town         | 1:0      | York City            |
| Wycombe Wanderers       | 0:2      | Bradford City        |
| Queens Park Rangers     | 1:1      | Huddersfield Town    |
| FC Barnsley             | 2:0      | Oldham Athletic      |
| FC Brentford            | 0:1      | Manchester City      |
| Coventry City           | 1:1      | FC Woking            |
| Manchester United       | 2:0      | Tottenham Hotspur    |
| Norwich City            | 1:0      | Sheffield United     |
| Plymouth Argyle         | 0:1      | Peterborough United  |
| Carlisle United         | 1:0      | Tranmere Rovers      |
| Crystal Palace          | 2:2      | Leeds United         |
| FC Chelsea              | 3:0      | West Bromwich Albion |
| Charlton Athletic       | 1:1      | Newcastle United     |
| FC Arsenal              | 1:1      | AFC Sunderland       |
| Stoke City              | 0:2      | Stockport County     |
| Birmingham City         | 2:0      | Stevenage Borough    |

Wiederholungsspiele
|                   | Ergebnis |                     |
| ----------------- | -------- | ------------------- |
| Aston Villa       | 3:0      | Notts County        |
| FC Wimbledon      | 2:0      | Crewe Alexandra     |
| Bolton Wanderers  | 6:2      | Sheffield United    |
| West Ham United   | 0:1      | AFC Wrexham         |
| Huddersfield Town | 1:2      | Queens Park Rangers |
| AFC Sunderland    | 0:2      | FC Arsenal          |
| Newcastle United  | 2:1      | Charlton Athletic   |
| Leeds United      | 1:0      | Crystal Palace      |
| FC Woking         | 1:2      | Coventry City       |

### Vierte Hauptrunde
Die Spiele fanden vom 25. Januar bis 15. Februar 1997 statt. Das erforderliche Wiederholungsspiel wurde am 4. Februar ausgetragen.
|                     | Ergebnis |                     |
| ------------------- | -------- | ------------------- |
| Leicester City      | 2:1      | Norwich City        |
| Blackburn Rovers    | 1:2      | Coventry City       |
| Bolton Wanderers    | 2:3      | FC Chesterfield     |
| Hednesford Town     | 2:3      | FC Middlesbrough    |
| Derby County        | 3:1      | Aston Villa         |
| FC Everton          | 2:3      | Bradford City       |
| Newcastle United    | 1:2      | Nottingham Forest   |
| Manchester City     | 3:1      | FC Watford          |
| Queens Park Rangers | 3:2      | FC Barnsley         |
| FC Portsmouth       | 3:0      | FC Reading          |
| Manchester United   | 1:1      | FC Wimbledon        |
| Carlisle United     | 0:2      | Sheffield Wednesday |
| FC Chelsea          | 4:2      | FC Liverpool        |
| FC Arsenal          | 0:1      | Leeds United        |
| Peterborough United | 2:4      | AFC Wrexham         |
| Birmingham City     | 3:1      | Stockport County    |

Wiederholungsspiele
|              | Ergebnis |                   |
| ------------ | -------- | ----------------- |
| FC Wimbledon | 1:0      | Manchester United |

### Fünfte Hauptrunde
Die Begegnungen wurden am 15. bis 26. Februar 1997 ausgetragen. Das Wiederholungsspiel fand ebenfalls am 26. Februar statt.
|                 | Ergebnis |                     |
| --------------- | -------- | ------------------- |
| FC Chesterfield | 1:0      | Nottingham Forest   |
| Leicester City  | 2:2      | FC Chelsea          |
| Derby County    | 3:2      | Coventry City       |
| Manchester City | 0:1      | FC Middlesbrough    |
| Bradford City   | 0:1      | Sheffield Wednesday |
| FC Wimbledon    | 2:1      | Queens Park Rangers |
| Leeds United    | 2:3      | FC Portsmouth       |
| Birmingham City | 1:3      | AFC Wrexham         |

Wiederholungsspiele
|            | Ergebnis |                |
| ---------- | -------- | -------------- |
| FC Chelsea | 1:0      | Leicester City |

## Sechste Hauptrunde
Die Spiele fanden am 8. und 9. März 1997 statt.
|                     | Ergebnis |                  | Zuschauer |
| ------------------- | -------- | ---------------- | --------- |
| FC Chesterfield     | 1:0      | AFC Wrexham      | 8.735     |
| FC Portsmouth       | 1:4      | FC Chelsea       | 15.071    |
| Sheffield Wednesday | 0:2      | FC Wimbledon     | 25.032    |
| Derby County        | 0:2      | FC Middlesbrough | 17.567    |

## Halbfinale
Die Spiele wurden am 13. April 1997 ausgetragen. Als Austragungsort diente das Londoner Highbury für das Spiel Chelsea gegen Wimbledon. Chesterfield und Middlesbrough trafen zuerst im Old Trafford in Manchester aufeinander. Das Wiederholungsspiel fand dann am 22. April im Hillsborough Stadium in Sheffield statt.
|                 | Ergebnis |                  | Zuschauer |
| --------------- | -------- | ---------------- | --------- |
| FC Chelsea      | 3:0      | FC Wimbledon     | 32.674    |
| FC Chesterfield | 3:3      | FC Middlesbrough | 49.640    |

Wiederholungsspiel
|                  | Ergebnis |                 | Zuschauer |
| ---------------- | -------- | --------------- | --------- |
| FC Middlesbrough | 3:0      | FC Chesterfield | 30.339    |

## Finale
| FC Chelsea                                                     | FC Chelsea | FC Middlesbrough | FC Middlesbrough | Aufstellung                                   |
| -------------------------------------------------------------- | --- | --- | ---------------- | --------------------------------------------- |
| FC Chelsea                                                     | \| Samstag, 17. Mai 1997 um 15:00 Uhr in London (Wembley-Stadion) \| \| Ergebnis: 2:0 (1:0) \| \| Zuschauer: 79.160 \| \| Schiedsrichter: Stephen Lodge \| \| Spielbericht \|                                                     | \| Samstag, 17. Mai 1997 um 15:00 Uhr in London (Wembley-Stadion) \| \| Ergebnis: 2:0 (1:0) \| \| Zuschauer: 79.160 \| \| Schiedsrichter: Stephen Lodge \| \| Spielbericht \|                                                                          | FC Middlesbrough | Aufstellung FC Chelsea gegen FC Middlesbrough |
| FC Chelsea                                                     | Frode Grodås – Dan Petrescu, Steve Clarke, Frank Leboeuf, Frank Sinclair – Scott Minto, Dennis Wise, Roberto Di Matteo, Eddie Newton – Mark Hughes, Gianfranco Zola (89. Gianluca Vialli) Cheftrainer: Ruud Gullit ( Niederlande) | Ben Roberts – Curtis Fleming, Nigel Pearson, Gianluca Festa, Clayton Blackmore – Juninho, Robbie Mustoe (29. Steve Vickers), Emerson, Phil Stamp – Fabrizio Ravanelli (24. Mikkel Beck), Craig Hignett (74. Vladimír Kinder) Cheftrainer: Bryan Robson | FC Middlesbrough | Aufstellung FC Chelsea gegen FC Middlesbrough |
| FC Chelsea                                                     | 1:0 Roberto Di Matteo (1.) 2:0 Eddie Newton (83.) | | FC Middlesbrough | Aufstellung FC Chelsea gegen FC Middlesbrough |
| FC Chelsea                                                     | Frank Leboeuf, Roberto Di Matteo, Eddie Newton | Gianluca Festa | FC Middlesbrough | Aufstellung FC Chelsea gegen FC Middlesbrough |
| Samstag, 17. Mai 1997 um 15:00 Uhr in London (Wembley-Stadion) | | |                  |                                               |
| Ergebnis: 2:0 (1:0)                                            | | |                  |                                               |
| Zuschauer: 79.160                                              | | |                  |                                               |
| Schiedsrichter: Stephen Lodge                                  | | |                  |                                               |
| Spielbericht                                                   | | |                  |                                               |